# Нкан
Нкан (фр. Nkan) — город в Габоне, расположен в провинции Эстуарий.

## Транспорт
В Нкане расположен аэропорт.

## Демография
Население города по годам:
| 1993  | 2010   |
| ----- | ------ |
| 6 188 | 11 113 |